# Attīstībai/Par!
Attīstībai/Par! (kurz AP!; deutsch: Entwicklung/Dafür!) ist ein liberales und pro-europäisches Wahlbündnis in Lettland, das aus drei Parteien besteht: Kustība Par! („Bewegung Dafür!“), Latvijas attīstībai („Für Lettlands Entwicklung“) und Izaugsme („Wachstum“). Diese Allianz wurde am 20. April 2018 gegründet.
Bei der Parlamentswahl im Oktober desselben Jahres wurde sie mit 12,1 % der Stimmen und 13 der 100 Sitze in der Saeima viertstärkste Kraft. Attīstībai/Par! positioniert sich selbst als die einzige wesentliche liberale Partei in Lettland und nennt ihr Ziel ein „modernes und gerechtes Lettland innerhalb eines vereinigten Europas“ und setzt sich zudem für LGBT-Rechte ein.
Die Allianz wird durch zwei Ko-Vorsitzende geführt: Daniels Pavļuts, früherer Wirtschaftsminister und Vorsitzender von Kustība Par! (Par!) und Juris Pūce, ein Abgeordneter des Stadtradts von Riga und Vorsitzender von Latvijas attīstībai (LA). Der ehemalige Außen- und Verteidigungsminister Artis Pabriks war der Kandidat des Bündnisses für das Ministerpräsidentenamt.
Ab Januar 2019 war Attīstībai/Par Teil der Koalitionsregierung unter Krišjānis Kariņš. In dessen Kabinett stellte sie anfangs drei Minister: Artis Pabriks (Verteidigung und stellvertretender Ministerpräsident; anfangs parteilos, trat im Oktober 2019 LA bei), Ilze Viņķele (Gesundheit; Par!) und Juris Pūce (Umwelt und Regionalentwicklung; LA). Vinkele und Pūce wurden später von Daniels Pavļuts (Par!) und Artūrs Toms Plešs (LA) abgelöst. Nach einer Regierungsumbildung am 3. Juni 2021 wurde zudem Marija Golubeva (Par!) zur Innenministerin berufen (später abgelöst durch Kristaps Eklons). Attīstībai/Par stellte anschließend vier der 13 Minister im Kabinett Kariņš.
Bei der Parlamentswahl im Oktober 2022 verlor das Bündnis mehr als die Hälfte seiner Wähler und scheiterte mit 4,97 Prozent der Stimmen knapp an der 5%-Hürde für das Parlament.

## Wahlergebnisse
| Jahr | Stimmen | Anteil | Mandate | Platz |
| ---- | ------- | ------ | ------- | ----- |
| 2018 | 101.124 | 12,0 % | 13/100  | 4.    |
| 2022 | 45.452  | 4,97 % | 0/100   | 8.    |

| Jahr | Stimmen | Anteil | Mandate | Platz |
| ---- | ------- | ------ | ------- | ----- |
| 2019 | 58.763  | 12,3 % | 1/8     | 4.    |